# 乔瓦尼·费拉里斯
乔瓦尼·费拉里斯（義大利語：Giovanni Ferraris，？—），意大利男子击剑、斯诺克、乒乓球运动员。他曾代表意大利参加1960年、1964年、1968年、1972年和1976年夏季残疾人奥林匹克运动会，获得四枚金牌、四枚银牌和五枚铜牌。